# Janina Czapska
Janina Czapska – polska prawnik i socjolog prawa, dr hab. nauk prawnych, profesor nadzwyczajny Uniwersytetu Jagiellońskiego, profesor w Katedrze Socjologii Prawa Uniwersytetu Jagiellońskiego.

## Życiorys
Studia prawnicze ukończyła na Wydziale Prawa i Administracji Uniwersytetu Jagiellońskiego. Doktor nauk prawnych w zakresie prawa, specjalność socjologia prawa. W 2004 uzyskała stopień naukowy doktora habilitowanego w zakresie prawa, specjalność: socjologii prawa, rozprawą: Bezpieczeństwo obywateli. Studium z zakresu polityki prawa. W pracy naukowej zajmuje się socjologicznymi i psychospołecznymi problemami stosowania i przestrzegania prawa, rolą prawa w procesie rozwiązywania konfliktów, interdyscyplinarnymi badaniami nad bezpieczeństwem ze szczególnym uwzględnieniem nauki o policji.

## Wybrane publikacje
- Typologia postaw wobec sądu w świetle badań empirycznych, Uniwersytet Jagielloński, Kraków 1990 (wraz z Marią Borucką-Arctową i Krystyną Daniel);
- Zagrożenie przestępczością, Instytut Spraw Publicznych, Warszawa 1997 (wraz z Janiną Błachut i Janem Widackim);
- Bezpieczny obywatel – bezpieczne państwo, Redakcja Wydawnictwo Katolickiego Uniwersytetu Lubelskiego 1998 (wraz z Janem Widackim);
- Policja w społeczeństwie obywatelskim, Zakamycze, Kraków 1999 (wraz z Józefem Wójcikiewiczem);
- Zapobieganie przestępczości w społecznościach lokalnych, Instytut Spraw Publicznych, Warszawa 1999 (wraz z Witoldem Krupiarzem);
- Bezpieczeństwo lokalne. Społeczny kontekst prewencji kryminalnej, Instytut Spraw Publicznych, Warszawa 2000 (wraz z Janem Widackim);
- Mit o represyjności albo o znaczeniu prewencji kryminalnej, Zakamycze, Kraków 2002 (wraz z Helmutem Kury);
- Bezpieczeństwo obywateli. Studium z zakresu polityki prawa, Polpress, Kraków 2004;
- Zgubiona szybkość procesu karnego. Jak ją przywrócić?, Wydawnictwo Uniwersytetu Jagiellońskiego, Kraków 2005 (wraz ze Stanisławem Waltosiem);
- Zgubiona szybkość procesu karnego. Światło w tunelu, Wydawnictwo Uniwersytetu Jagiellońskiego, Kraków 2007 (wraz ze Stanisławem Waltosiem);
- Wbrew stereotypom. Społeczny i normatywny wizerunek straży miejskich w Polsce, Adam Marszałek, Toruń 2011;
- Zapobieganie przestępczości przez kształtowanie przestrzeni. Teoria, badania, praktyka, Wydawnictwo Uniwersytetu Jagiellońskiego, Kraków 2012.